# Giorgio de Chirico
Giuseppe Maria Alberto Giorgio de Chirico, italijanski umetnik in pisatelj (* 10. julij 1888 – † 20. november 1978), rojen v Grčiji.
V letih pred prvo svetovno vojno je ustanovil umetniško gibanje scuola metafisica, ki je močno vplivalo na nadrealiste. Njegova najbolj znana dela pogosto prikazujejo rimske arkade, dolge sence, lutke, vlake in nelogično perspektivo. Njegove podobe odražajo njegovo afiniteto do filozofije Arthurja Schopenhauerja in Friedricha Nietzscheja ter do mitologije njegovega rojstnega kraja.
Po letu 1919 je postal kritik moderne umetnosti, proučeval tradicionalne slikarske tehnike in kasneje delal v neoklasicističnem ali neobaročnem slogu, pri tem pa se je pogosto vračal k metafizičnim temam svojih prejšnjih del. Leta 2018 so domnevali, da je de Chirico morda trpel za sindromom Alice v čudežni deželi.

## Življenje in dela
Giuseppe Maria Alberto Giorgio de Chirico se je rodil v Volosu v Grčiji kot najstarejši sin Gemme Cervetto in Evarista de Chirica. Njegova mati je bila baronica genovsko-grškega porekla (verjetno rojena v Smirni), njegov oče pa sicilijanski baronref>Aa.Vv. (2014). Giorgio De Chirico. L'uomo, l'artista, il polemico: Guida alle interviste 1938–1978 (v italijanščini). Roma: Gangemi. str. 64. ISBN 978-8849224320.</ref> grškega porekla (družina Kyriko ali Chirico je bila grškega porekla, potem ko se je preselila z Rodosa v Palermo leta 1523 skupaj s 4000 drugimi grškokatoliškimi družinami). De Chiricova družina je bila v času njegovega rojstva v Grčiji, ker je bil njegov oče, inženir, odgovoren za gradnjo železnice. Njegov mlajši brat Andrea Francesco Alberto je postal znan pisatelj, slikar in skladatelj pod psevdonimom Alberto Savinio.
Od leta 1900 je de Chirico študiral risanje in slikanje na atenski Politehniki - predvsem pod vodstvom grških slikarjev Georgiosa Roilosa in Georgiosa Jakobidesa. Po smrti Evarista de Chirica leta 1905 se je družina leta 1906 preselila v Nemčijo, potem ko je prvič obiskala Firence. De Chirico je vstopil na Akademijo za likovno umetnost v Münchnu, kjer je študiral pri Gabrielu von Hacklu in Carlu von Marru ter bral spise filozofov Friedricha Nietzscheja, Arthurja Schopenhauerja in [ Otto Weininger|Otta Weiningerja]]. Tam je študiral tudi dela Arnolda Böcklina in Maxa Klingerja. Slog njegovih prvih slik, kot je Umirajoči kentaver (1909), kaže vpliv Böcklina.

### Metafizična umetnost
De Chirico se je vrnil v Italijo poleti 1909 in šest mesecev preživel v Milanu. Do leta 1910 je začel slikati v preprostejšem slogu z ravnimi, anonimnimi površinami. Na začetku leta 1910 se je preselil v Firence, kjer je po razodetju, ki ga je občutil na Piazzi Santa Croce, naslikal prvo iz svoje serije Metafizični mestni trg, Uganko jesenskega popoldneva. V Firencah je naslikal tudi Enigma Oraklja. Julija 1911 je preživel nekaj dni v Torinu na poti v Pariz. De Chirico je bil globoko ganjen nad tem, kar je imenoval 'metafizični vidik' Torina, še posebej nad arhitekturo njegovih obokov in trgov.
Za slike, ki jih je de Chirico ustvaril med letoma 1909 in 1919, njegovo metafizično obdobje, so značilna preganjajoča, zamišljena razpoloženja, ki jih vzbujajo njihove podobe. Na začetku tega obdobja so bile njegove teme negibne mestne krajine, ki jih je navdihnila svetla dnevna svetloba sredozemskih mest, postopoma pa se je posvetil študijam natrpanih skladišč, v katerih včasih živijo manekenom podobne hibridne figure.
Na De Chiricovo pojmovanje metafizične umetnosti je močno vplivalo njegovo branje Nietzscheja, čigar slog pisanja je de Chirica očaral s svojimi namigi o nevidnih slutenjih pod videzom stvari. De Chirico je našel navdih v nepričakovanih občutkih, ki so jih v njem včasih sprožili znani kraji ali stvari: V rokopisu iz leta 1909 je pisal o »množici nenavadnih, neznanih in samotnih stvari, ki jih je mogoče prevesti v slikarstvo ... Kaj je potrebno predvsem je izrazita občutljivost«. Metafizična umetnost je združevala vsakdanjo resničnost z mitologijo in vzbujala nerazložljiva razpoloženja nostalgije, napetega pričakovanja in odtujenosti. V slikovnem prostoru so bile pogosto nelogične, protislovne in drastično odmikajoče se perspektive. Med de Chiricovimi najpogostejšimi motivi so bile arkade, o katerih je zapisal: »Rimska arkada je usoda ... njen glas govori v ugankah, ki so napolnjene s posebno rimsko poezijo«.
De Chirico se je julija 1911 preselil v Pariz, kjer se je pridružil svojemu bratu Andrei. Prek brata je spoznal Pierra Lapradea, člana žirije na Salonu d'Automne, kjer je razstavil tri svoja dela: Enigma Oraklja, Enigma popoldneva in Avtoportret. Leta 1913 je razstavljal slike na Salon des Indépendants in Salon d'Automne; njegovo delo sta opazila Pablo Picasso in Guillaume Apollinaire ter prodal svojo prvo sliko Rdeči stolp. Njegov čas v Parizu je prinesel tudi produkcijo de Chiricove Ariadne. Leta 1914 je prek Apollinaira spoznal trgovca z umetninami Paula Guillauma, s katerim je podpisal pogodbo za svoje umetniško delo.
Ob izbruhu prve svetovne vojne se je vrnil v Italijo. Ob prihodu maja 1915 se je javil v vojsko, vendar so ga ocenili za nesposobnega za delo in ga dodelili v bolnišnico v Ferrari. Izložbe trgovin v tem mestu so navdihnile serijo slik, ki prikazujejo piškote, zemljevide in geometrijske konstrukcije v notranjih okoljih. V Ferrari se je srečal s Carlom Carrà in skupaj sta ustanovila gibanje pittura metafisica.] Nadaljeval je s slikanjem in se leta 1918 preselil v Rim. Od leta 1918 je bilo njegovo delo veliko razstavljano po Evropi.

### Pozna delo
Leta 1930 je de Chirico spoznal svojo drugo ženo Isabello Pakszwer Far (1909–1990), Rusinjo, s katero je ostal do konca življenja. Skupaj sta se leta 1932 preselila v Italijo in leta 1936 v ZDA, leta 1944 pa sta se nazadnje naselila v Rimu. Leta 1948 je kupil hišo blizu Španskih stopnic; zdaj hišni muzej Giorgia de Chirica, muzej, posvečen njegovemu delu.
Leta 1939 je prevzel neobaročni slog na katerega je vplival Rubens. To umetniško fazo, ki je trajala do poznih 1960-ih let, včasih imenujemo tudi 'sezona baroka'. V tem času de Chirico črpa navdih pri umetnikih, kot so Tintoretto, Dürer, Rafael, Delacroix in Renoir. Umetnik, ki še zdaleč ne želi doseči realizma v svojih slikah, stremi k ustvarjanju podob, nabitih z miti in vizijami, za umetnost, ki je še vedno dobesedno »metafizična«, onkraj realnosti. V teh letih je De Chirico preučeval in ponovno odkrival slikarske tehnike, ki so jih prevzeli stari mojstri, kot je Tizian: »Zato sem začel delati kopije starih mojstrov. V Rimu ... v Firencah ... in takrat so me začele zanimati tudi njihove tehnike, sem se posvetoval s številnimi razpravami o slikarstvu, tako starodavnem kot sodobnem«.
De Chiricove poznejše slike niso nikoli prejele enake kritične pohvale kot tiste iz njegovega metafizičnega obdobja. To je zameril, saj se mu je zdelo njegovo poznejše delo boljše in zrelejše. Kljub temu je izdelal 'samoponaredke' za nazaj, da bi pridobil svoj prejšnji uspeh in kot dejanje maščevanja - povračilo za kritično naklonjenost njegovemu zgodnjemu delu. Obsodil je tudi številne slike, ki so mu bile pripisane v javnih in zasebnih zbirkah, kot ponaredke. Leta 1945 je objavil svoje spomine.
Ostal je izjemno ploden, tudi ko se je bližal svojemu 90. letu. V 1960-ih je v njegovem ateljeju delal Massimiliano Fuksas. Leta 1974 je bil de Chirico izvoljen v francosko Académie des Beaux-Arts. Umrl je v Rimu 20. novembra 1978. Leta 1992 so njegove posmrtne ostanke prenesli v rimsko cerkev San Francesco a Ripa.

## Slog
De Chiricova najbolj znana dela so slike njegovega metafizičnega obdobja. V njih je razvil repertoar motivov – med drugim prazne arkade, stolpe, podolgovate sence, lutke in vlake – ki jih je uredil tako, da so ustvarili »podobe osamljenosti in praznine«, ki paradoksalno izražajo tudi občutek »moči in svobode«. Po besedah Sanforda Schwartza je de Chirico – čigar oče je bil železniški inženir – naslikal podobe, ki nakazujejo, »način, na katerega si ogledate stavbe in razglede z vidika okna vlaka. Zdi se, da njegovi stolpi, zidovi in trgi utripajo mimo in so ustvarjeni, da vi čutite moč, ki izhaja iz takšnega videnja stvari: čutite, da jih poznate bolj intimno kot ljudje, ki živijo z njimi dan za dnem«.
Leta 1982 je Robert Hughes zapisal, da je de Chirico
lahko z metaforo in asociacijami zgosti obsežen občutek ... V Radosti vrnitve, 1915, je de Chiricov vlak ponovno pripeljal v mesto ... svetla krogla hlapov lebdi neposredno nad njegovim dimnikom. Morda prihaja z vlaka in je blizu nas. Ali pa je morda oblak na obzorju, obsijan s soncem, ki nikoli ne prodre skozi zgradbe, v zadnji električno modri tišini mraka. Krči bližnje in daljno ter očara občutek za prostor. Zgodnji de Chiricos so polni takšnih učinkov. Et quid amabo nisi quod aenigma est? (»Kaj bom ljubil, če ne uganke?«) – to vprašanje, ki ga je mladi umetnik leta 1911 zapisal na svoj avtoportret, je njihov podtekst.
V tem je podoben svojemu bolj reprezentančnemu ameriškemu sodobniku Edwardu Hopperju: šibka sončna svetloba njegovih slik, njegove globoke in pogosto iracionalne sence, njegove prazne steze in grozovita tišina ustvarjajo enigmatično vizualno poezijo.

## Zapuščina
De Chirico je za svoje delo skoraj takoj prejel pohvalo pisatelja Guillauma Apollinaira, ki je njegovo delo pomagal predstaviti kasnejšim nadrealistom. De Chirico je močno vplival na nadrealistično gibanje: Yves Tanguy je zapisal, kako je nekega dne leta 1922 v izložbi trgovca z umetninami zagledal eno od de Chiricovih slik in bil nad njo tako navdušen, da se je na kraju samem odločil, da bo postal umetnik – čeprav še nikoli ni držal čopiča. Drugi nadrealisti, ki so priznali de Chiricov vpliv, so Max Ernst, Salvador Dalí in René Magritte, ki je svoj prvi pogled na de Chiricovo Pesem ljubezni opisal kot »enega najbolj ganljivih trenutkov v mojem življenju: moje oči so prvič videle misel«. De Chirico je vplival na druge tako raznolike umetnike, kot so Giorgio Morandi, Carlo Carrà, Paul Delvaux, Carel Willink, Harue Koga, Philip Guston, Andy Warhol in Mark Kostabi.
De Chiricov slog je vplival na številne filmske ustvarjalce, zlasti v letih od 1950 do 1970. Na vizualni slog francoskega animiranega filma Le Roi et l'oiseau Paula Grimaulta in Jacquesa Préverta je vplivalo de Chiricovo delo, predvsem prek Tanguya, Prévertovega prijatelja. Na vizualni slog filma Valeria Zurlinija Tatarska puščava (1976) je vplivalo delo de Chirica. Michelangelo Antonioni, italijanski filmski režiser, je prav tako dejal, da je nanj vplival de Chirico. Nekaj primerjave lahko naredimo z dolgimi kadri v Antonionijevih filmih iz 1960-ih, v katerih se kamera še naprej zadržuje na pustih mestnih pokrajinah, poseljenih z nekaj oddaljenimi osebami ali pa jih sploh ni, v odsotnosti filmskih protagonistov.
Leta 1958 je založba Riverside Records uporabila reprodukcijo de Chiricove slike Videc iz leta 1915 (prvotno naslikane kot poklon francoskemu pesniku Arthurju Rimbaudu) kot naslovnico za živi album Misterioso pianista Theloniousa Monka. Odločili so se, da bi izkoristili Monkovo priljubljenost pri intelektualnih in boemskih oboževalcih iz prizorišč, kot je Five Spot Café, kjer je bil album posnet, vendar je Monkov biograf Robin Kelley pozneje opazil globlje povezave med sliko in pianistovo glasbo; Rimbaud je »poklical umetnika, naj bo videc, da bi se poglobil v globine nezavednega v iskanju jasnovidnosti ... Enooka figura je predstavljala vizionarja. Arhitekturne oblike in postavitev table so priklicale enotnost umetnost in znanost – popoln simbol za umetnika, čigar glasbo imenujejo 'matematična'«.
Pisatelji, ki so cenili de Chirica, vključujejo Johna Ashberyja, ki je Hebdomeros označil za »verjetno ... najboljše [glavno delo nadrealistične fikcije]«. De Chirico je vplival na več pesmi Sylvie Plath. V svojo knjigo Blizzard of One je Mark Strand vključil poetični diptih z naslovom Two de Chiricos: The Philosopher's Conquest in The Disquieting Muses.
Gabriele Tinti je zložil tri pesmi po navdihu de Chiricovih slik: Nostalgija pesnika (1914), Negotovost pesnika (1913) in Ariadna (1913), dela v zbirki Peggy Guggenheim, Tate oziroma Metropolitanski muzej umetnosti. Pesmi je leta 2016 na Metu prebral igralec Burt Young.
De Chirico je močno vplival na oblikovanje škatle za igro Ico za PlayStation 2 Fumita Uede, ki se prodaja na Japonskem in v Evropi.
Naslovnica singla New Order Thieves Like Us temelji na de Chiricovi sliki The Evil Genius of a King.
Na videospot za pesem Davida Bowieja Loving the Alien je delno vplival de Chirico. Bowie je bil občudovalec njegovih brezspolnih krojaških lutk.
Študija raziskovalcev z univerze Magna Græcia iz leta 2018, objavljena v Frontiers in Neurology, je pokazala, da je de Chirico trpel za sindromom Alice v čudežni deželi (AIWS), nevrološko motnjo, ki vpliva na človekovo zaznavanje, zaradi česar posameznik zaznava velikosti nekatere dele svojega telesa in druge predmete, na neresničen način, kot Alica v romanu Lewisa Carrolla.

## Časti
- 1958: član belgijske Kraljeve akademije za znanost, literaturo in likovno umetnost.[42]
- Académie de France

## Izbrana dela
- Kentavrov let, Enigma jesenskega popoldneva in Enigma oraklja (1909)
- Ritratto di Andrea de Chirico (alias Alberto Savinio) (1909–1910)
- The Enigma of the Hour (1911)
- Nostalgija neskončnega (1911) ali 1912–1913
- Melanconia, The Enigma of the Arrival in La Matinée Angoissante (1912)
- Vedeževalčevo plačilo, Rdeči stolp, Ariadna, Ariadnino prebujenje, Negotovost pesnika, La Statua Silenziosa, The Anxious Journey, Melancholy of a Beautiful Day, Le Rêve Transformé in Self-Portrait (1913)
- Teskoba odhoda (začetek leta 1913), Portret Guillauma Apollinaira, Nostalgija pesnika, L'Énigme de la fatalité, ' 'Gare Montparnasse (Melanholija odhoda), Pesem ljubezni, The Enigma of a Day, The Philosopher's Conquest, Otroški možgani, Filozof in pesnik, Tihožitje: Torino spomladi, Piazza d'Italia (Jesenska melanholija) in Melanholija in skrivnost ulice (1914)
- The Evil Genius of a King (začetek leta 1914), The Seer (ali The Prophet), Piazza d'Italia, Dvojne sanje o pomladi, Čistost sanj, Dve sestri (Judovski angel) in Dvojec (1915)
- Andromaha, Melanholija odhoda, Zaskrbljujoče muze, Metafizična notranjost s piškoti (1916)
- Metafizična notranjost z veliko tovarno in Zvesti služabnik (oba sta se začela leta 1916), Veliki metafizik, Ettore e Andromaca, Metafizična notranjost ', 'Geometrijska kompozicija s pokrajino in tovarno' in 'Velika metafizična notranjost' (1917)
- Metafizične muze in Hermetična melanholija (1918)
- Tihožitje s salamo in Sveta riba (1919)
- Avtoportret (1920)
- Italijanski trg, Maschere in Odhod Argonavtov (1921)
- Veliki stolp (1921)
- Izgubljeni sin (1922)
- Firenško tihožitje (ok. 1923)
- Hiša z zelenimi polkni (1924)
- The Great Machine (1925) Honolulu Museum of Art
- Au Bord de la Mer, Le Grand Automate, The Terrible Games, Mannequins on the Seashore in The Painter (1925)
- La Commedia e la Tragedia (Commedia Romana), The Painter's Family in Cupboards in a Valley (1926)
- L'Esprit de Domination, The Eventuality of Destiny (Monumental Figures), Mobili nella valle in Arheologi (1927)
- Temple et Forêt dans la Chambre (1928)
- Gladiatorji (začetek leta 1927), Arheologi IV (iz serije Metamorfoze), Vrnitev izgubljenega sina I (iz serije Metamorfoze) in Bagnante (Ritratto di Raissa) (1929)
- I fuochi sacri (za Calligrammes) 1929
- Ilustracije iz knjige Calligrammes avtorja Guillauma Apollinaira (1930)
- I Gladiatori (Combattimento) (1931)
- Milanska stolnica, 1932
- Cavalos a Beira-Mar (1932–1933)
- Cavalli v Rivi al Mare (1934)
- La Vasca di Bagni Misteriosi (1936)
- The Vexations of the Thinker (1937)
- Avtoportret (1935–1937)
- Arheologi (1940)
- Ilustracije iz knjige L'Apocalisse (1941)
- Portret Clarice Lispector (1945)
- Villa Medici – tempelj in kip (1945)
- Minerva (1947)
- Metafizična notranjost z delavnico (1948)
- Benetke, Puente de Rialto
- Fiat (1950)
- Piazza d'Italia (1952)
- Padec – Via Crucis (1947–54)
- Venezia, Isola di San Giorgio (1955)
- Salambò su un cavallo impennato (1956)
- Metafizična notranjost s piškoti (1958)
- Piazza d'Italia (1962)
- Cornipedes, (1963)
- La mia mano sinistra, (1963), Muzej umetnosti Chianciano
- Maničino (1964)
- Ettore e Andromaca (1966)
- Uliksesova vrnitev, Interno Metafisico con Nudo Anatomico in Mysterious Baths – Flight Toward the Sea (1968)
- Il rimorso di Oreste, La Biga Invincibile in Solitudine della Gente di Circo (1969)
- Orfeo Trovatore Stanco, Intero Metafisico in Muse with Broken Column (1970)
- Metafizična notranjost z zahajajočim soncem (1971)
- Sole sul cavalletto (1973)
- Mobili e rocce in una stanza, La Mattina ai Bagni misteriosi, Piazza d'Italia con Statua Equestre, La mattina ai bagni misteriosi in Ettore e Andromaca ' (1973)
- Pianto d'amore – Ettore e Andromaca in The Sailors' Barracks (1974)

## Pisanje
- Hebdomeros (1929)
- Spomini Giorgia De Chirica, prev. Margaret Crosland (Da Capo Press 1994)
- Geometrija senc (pesmi), prev. Stefania Heim (Public Space Books 2019)

## Filmi o
- Aenigma Est (1990) – Režija: Dimitri Mavrikios; Scenarij: Thomas Moschopoulos, Dimitri Mavrikios
- Giorgio de Chirico: Argonavt duše (2010) – dokumentarni film: Režiserja in scenarij: Kostas Anestis in George Lagdaris[43][44]